# Antipus filitarsis
Antipus filitarsis es un coleóptero de la familia Chrysomelidae.
Fue descrita científicamente por primera vez en 1848 por Lacordaire.